# Aleksandar Vasoski
Aleksandar Vasoski (né le 27 novembre 1979 à Skopje) est un footballeur international macédonien évoluant au poste de défenseur reconverti entraîneur.

## Parcours d'entraîneur
- 2018-déc. 2020 :  Vardar Skopje
- déc. 2020-jan. 2022 :  AP Brera
- jan. 2022-mai 2022 :  FK Sarajevo
- sep. 2022-mai 2023 :  AP Brera
- août 2023-déc. 2023 :  Vardar Skopje
- depuis jan. 2024 :  FK Sileks Kratovo

## Palmarès
- Vardar Skopje
  - Vainqueur du Championnat de Macédoine en 2002 et 2003.